# Mare Nubium

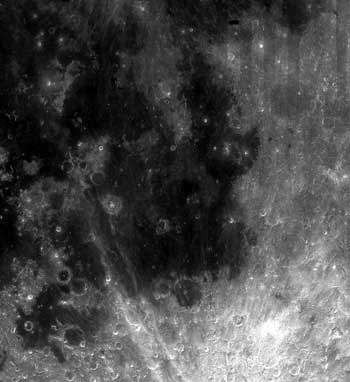
Mare Nubium.

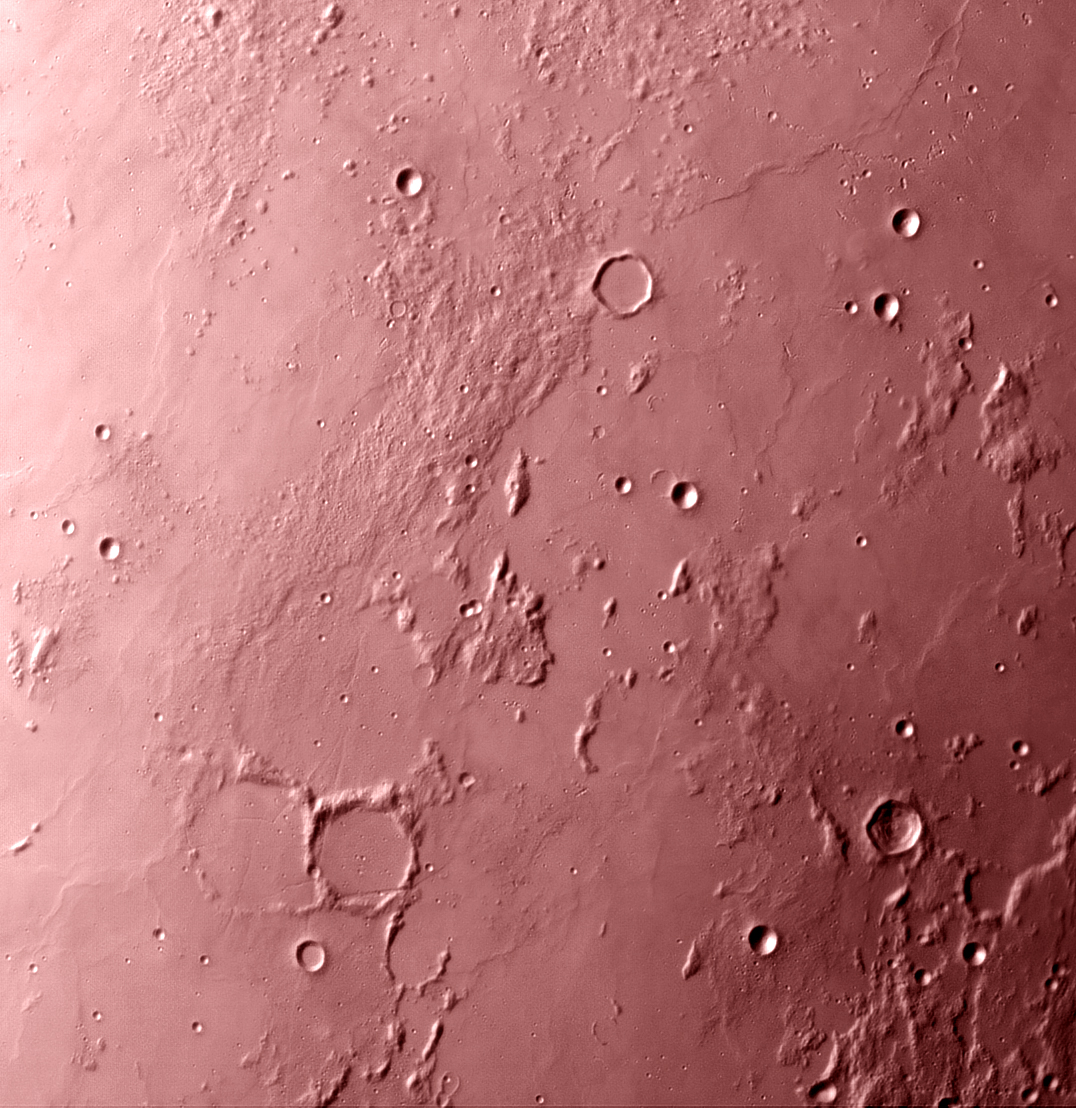
Mare Nubium.

Poloha Mare Nubium a dalších měsíčních moří a útvarů.

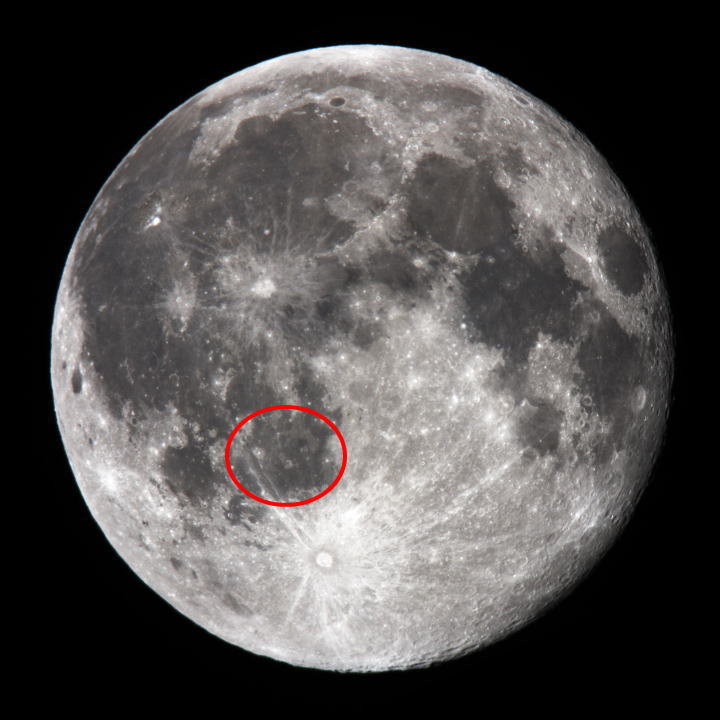
Poloha Mare Nubium.

Mare Nubium (česky Moře oblaků nebo Moře mraků) je měsíční moře přibližně kruhového tvaru s průměrem kolem 750 km a rozlohou cca 254 000 km² rozkládající se na přivrácené straně Měsíce, východně od Mare Humorum (Moře vláhy) a jihovýchodně od Mare Cognitum (Moře poznání). Jeho severní hranice je neurčitá. V jeho západní části leží výrazný kráter Bullialdus s terasovitými valy a středovými vrcholy. Jižně je dvojice kráterů Pitatus (větší kráter s brázdami Rimae Pitatus, průměr cca 100 km) a Hesiodus (menší, průměr cca 43 km). Nedaleko kráteru Birt je nejznámější zlom na Měsíci – Rupes Recta (Přímý zlom). Na jihozápadním okraji moře se nachází zlom Rupes Mercator.

## Expedice
První odvysílané snímky sondy Lunar Reconnaissance Orbiter v roce 2009 byly z Mare Nubium. Do oblasti dopadla kvůli technickým potížím sovětská sonda Luna 5 (na souřadnicích 25,0° Z, 1,6° J).

## Název
Mare Nubium pojmenoval (stejně jako většinu ostatních měsíčních moří) italský astronom Giovanni Battista Riccioli, jehož nomenklatura z roku 1651 se stala standardem. Ještě dříve jej anglický vědec William Gilbert zahrnul ve své mapě do kontinentu pojmenovaného Continens Meridionalis a nizozemský astronom Michael van Langren mu dal jméno Mare Borbonicum (podle rodu Bourbonů) ve své mapě z roku 1645.

## Mare Nubium v kultuře
- Mare Nubium pojmenované jako Moře mraků je zmíněno ve vědeckofantastickém románu britského spisovatele Arthura C. Clarka Měsíční prach.[7]